# Wydział Prawa i Administracji Uniwersytetu Kardynała Stefana Wyszyńskiego
Wydział Prawa i Administracji Uniwersytetu Kardynała Stefana Wyszyńskiego (WPiA UKSW) – wydział Uniwersytetu Kardynała Stefana Wyszyńskiego, utworzony wraz z przekształceniem Akademii Teologii Katolickiej w uniwersytet w 1999 roku. Od 2016 wydział ma prawo nadawania stopnia doktora nauk prawnych.

## Kierunki kształcenia
Dostępne kierunki:
- Administracja (studia I i II stopnia)
- Bezpieczeństwo w Gospodarce Cyfrowej (studia II stopnia)
- Człowiek w Cyberprzestrzeni (studia I stopnia)
- Prawo (studia jednolite magisterskie)
- Stosunki i Prawo Międzynarodowe (studia I i II stopnia)
- Stosunki Międzynarodowe (studia I i II stopnia)

## Władze wydziału
W kadencji 2020–2024:
| Stanowisko                                                  | Imię i nazwisko         |
| ----------------------------------------------------------- | ----------------------- |
| Dziekan                                                     | dr hab. Bogumił Szmulik |
| Prodziekan                                                  | dr hab. Jacek Jaworski  |
| Prodziekan ds. kierunku Prawo i Człowiek w cyberprzestrzeni | dr hab. Marcin Wielec   |

## Struktura organizacyjna

### Instytut Nauk Prawnych
- Katedra Historii Ustroju i Prawa w Polsce
- Katedra Nauki Administracji i Ochrony Środowiska
- Katedra Ochrony Praw Człowieka i Prawa Międzynarodowego Humanitarnego
- Katedra Postępowania Administracyjnego
- Katedra Postępowania Cywilnego
- Katedra Postępowania Karnego
- Katedra Prawa Administracyjnego i Samorządu Terytorialnego
- Katedra Prawa Cywilnego i Prawa Prywatnego Międzynarodowego
- Katedra Prawa Dyplomatycznego i Dyplomacji Publicznej
- Katedra Prawa Finansowego
- Katedra Prawa Gospodarczego i Gospodarki Cyfrowej
- Katedra Prawa Informatycznego
- Katedra Prawa Karnego
- Katedra Prawa Konstytucyjnego
- Katedra Prawa Konstytucyjnego Porównawczego i Współczesnych Systemów Politycznych
- Katedra Prawa Międzynarodowego i Europejskiego
- Katedra Prawa Pracy
- Katedra Prawa Rodzinnego i Prawa Nieletnich
- Katedra Prawa Rzymskiego
- Katedra Prawa Wyznaniowego i Konkordatowego
- Katedra Teorii i Filozofii Prawa